# Place Neuve (Séville)
Pour les articles homonymes, voir Plaza Nueva.
La place Neuve, (espagnol : plaza Nueva) est une place publique de la ville andalouse de Séville, en Espagne. Elle est située à l'est du quartier d'El Arenal, dans le district Casco Antiguo. Au centre de la place trône le monument dédié à Ferdinand III de Castille et elle est limitée à l'est par l'hôtel de ville.

## Histoire

### Asséchement d'un bras du Guadalquivir
Jusqu'au Moyen Âge, le terrain qui forme actuellement la plaza Nueva était occupé par un bras, disparu depuis, du Guadalquivir, qui partait approximativement de l'actuel pont de l'Alamillo et qui, descendant vers le sud, traversait l'actuelle Promenade d'Hercule, suivait l'itinéraire des rues Amor de Dios et Sierpes et passait par ce qui deviendra la plaza Nueva avant de se jeter dans le Guadalquivir à proximité de la Tour de l'Or. Malgré l'obstruction de ce bras du fleuve, la zone, convertie en zone maraîchère et en un cimetière (on en retrouve la trace en 1022), continua à être fréquemment inondée par les crues du fleuve, ce qui lui valut le nom de lagune de la Pajería,.
En 1268, une communauté de Franciscains s'installa dans la zone occupée actuellement par la plaza Nueva, la place de San Francisco et l'hôtel de ville.

### XIXesiècle: destruction du couvent franciscain et création de la place
Durant la Guerre d'indépendance espagnole, le couvent fut partiellement détruit et, en 1810, fut anéanti par un incendie. Cayetano Vélez proposa alors de transformer la zone en une place publique. Le projet n'avançant pas, l'église fut rouverte en 1813 et des travaux de reconstruction du couvent débutèrent en 1815. Le processus de désamortissement qui toucha les biens ecclésiastiques à cette époque mit définitivement fin au projet en 1835. Il fut décidé en 1840 de démolir les restes du couvent et le terrain fut vendu par Décret royal à la ville en 1849. Il ne reste de l'édifice que la chapelle de San Onofre (située dans un bâtiment qui borde la place) et l'arche de style Renaissance, joint à l'hôtel de ville, qui donne accès à la place de San Francisco.
Les intellectuels de l'époque s'accordèrent pour convertir le site en une plaza mayor, c'est-à-dire la place principale de la ville, encore inexistante à Séville. Avec l'appui du gouvernement local et le consentement de l'Académie Royale des Beaux-arts de sainte Élisabeth de Hongrie (es), un projet de l'architecte Ángel de Ayala fut dans un premier temps accepté en décembre 1850. Un deuxième projet d'Ayala, présenté une année plus tard, fut également approuvé, bien que considéré comme « moins digne » par la municipalité. Malgré tout, la mauvaise situation économique de la ville mit un frein au projet et certaines parcelles du terrain qui n'étaient pas directement concernées sur les plans de la future place furent vendues à des particuliers. Des travaux débutèrent en 1852 à l'hôtel de ville, réalisés par l'architecte municipal Balbino Marrón y Ranero ; ils avaient notamment pour but de modifier l'ouest du bâtiment (donnant sur la future plaza Nueva) pour en faire la façade principale. Marrón fut finalement également nommé responsable de l'élaboration de la place et des plans des bâtiments l'entourant, pour lesquels devaient être réutilisés les matériaux issus de la destruction du couvent. La plaza Nueva fut officiellement inaugurée en 1852, même si Balbino Marrón ne présenta qu'en 1854 son nouveau projet concernant les égouts de la place et les immeubles des abords, dont les travaux se terminèrent en 1856. Ceux de la nouvelle façade de l'hôtel de ville furent achevés en 1867. À cette époque, la plaza Nueva possédait les caractéristiques que l'on retrouve sur d'autres plazas mayores d'Espagne, comme sur celle de Madrid : une base rectangulaire et un hôtel de ville se démarquant du style uniforme des autres édifices de la place,.

### Une place rebaptisée sept fois
La place prit initialement le nom de plaza de San Francisco en souvenir du couvent qui l'avait occupée précédemment, avant d'être renommée plaza de la Infanta Isabel (place de l'infante Isabelle) en 1857. À la suite de la révolution de 1868, qui détrôna Isabelle II, elle fut renommée plaza de la Libertad (place de la Liberté) le 22 septembre 1868. Elle devint la plaza de la República (place de la République) lors de la proclamation de la République en 1873 et plaza de la República Federal (place de la République Fédérale) le 9 décembre de la même année. Lors de la restauration de la monarchie au profit d'Alphonse XII, la place changea à nouveau de nom le 30 janvier 1875 pour devenir la plaza de San Fernando. La place était alors une place nue décorée d'un lampadaire en son centre, remplacé par la suite par un kiosque à musique puis, en 1877, par le monument à Ferdinand III de Castille (inauguré le 15 août 1924) qui s'y trouve encore au XXIe siècle.
Lors de la Seconde République, la place fut rebaptisée plaza de la República avant de devenir officiellement la plaza Nueva en 1931, nom que les habitants de la ville lui avaient dès le début populairement donné. Des travaux effectués sur la place mirent au jour de nombreux vestiges archéologiques, dont une fontaine polychrome provenant du couvent de San Francisco et datant de la fin du XVIe ou du début du XVIIe siècle. Il fut décidé de la restaurer.

## Rénovations et transformations
La place fut rénovée et transformée à plusieurs occasions, toujours en lui laissant sa forme initiale. Il ne reste par contre que peu de points communs entre les façades des édifices du milieu du XIXe siècle et celles que l'on retrouve au début du XXIe siècle.
La place, en 1872, possédait deux grands lampadaires en son centre et, sur ses quatre côtés, trois rangées d'arbres ; elles sont séparées des bâtiments par une allée ceinturant la place et permettant le passage des véhicules. La route, d'abord dallée de pierres, fut pavée en 1880 avant d'être asphaltée en 1961. La ville décida en 1880 d'y planter des palmiers. Après avoir vainement essayé d'en acheter à des Sévillans, elle en importa une vingtaine de la palmeraie d'Elche. La plaza Nueva fut ainsi la première place publique de la ville à en posséder. Des ailantes (ôtés depuis), des platanes d'Orient et des bigaradiers furent de plus plantés au début du XXe siècle. Des plates-bandes furent ajoutées à la place à partir en 1911 sur la proposition de l'ingénieur municipal Francisco Doblado. Lors de la création de l'avenue de la Constitución, le pâté de maisons fermant la place au sud-est fut démoli.
Certains arbres et des bancs durent être déplacés en 1920 pour permettre l'élargissement de la route traversant la place. En 1924 fut inauguré au centre de la place le monument à Ferdinand III de Castille : une statue équestre réalisée par Joaquín Bilbao surmontant un piédestal créé par l'architecte Juan Talavera y Heredia, lui-même décoré de statues créées par Pérez Comendador, Adolfo López, José Lafitta et Agustín Sánchez Cid. La même année furent installés douze lampadaires possédant des piédestaux de jaspe et des sièges semi-circulaires de marbre. On remarque sur les photos des années 1930 qu'une des trois rangées d'arbres a disparu au profit de l'élargissement de la route. De nouveaux parterres de fleurs furent ajoutés plus au centre de la place durant la même décennie, d'abord délimités par des balustrades de pierre qui furent ôtées dix ans plus tard, tout comme les bancs de pierre, remplacés par des bancs de marbre, eux-mêmes enlevés dans les années 1970. Dans les années 1940, la place fut dallée de marbre.
Les édifices entourant la place, originellement d'un style très homogène, furent progressivement remplacés, à commencer par l'édifice de Telefónica dessiné par Juan Talavera y Heredia et construit entre 1926 et 1929. Un seul bâtiment d'origine existe encore sous sa forme d'origine au XXIe siècle, entre celui de Telefónica et la rue Barcelona. Le bâtiment situé à l'angle de la rue Méndez Núñez a lui aussi résisté au temps, même si on lui a depuis ajouté un étage.
Au XXe siècle, on trouva durant de nombreuses années des kiosques à journaux et à fleurs ainsi que des toilettes publiques. Le 6 décembre 2006 furent terminés les travaux de transformation qui interdirent l'accès des véhicules à la place (de nombreuses lignes d'autobus y convergeaient auparavant) et la convertirent en une zone quasiment exclusivement piétonne (véhicules d'urgence et de voirie exceptés) : la place fut entièrement dallée de marbre et de granite, des bancs de granite et de bois furent installés ainsi que plusieurs types de lampadaires et d'arbres, des kiosques, une fontaine et des parcs à vélos. Les voies et la station terminus du MetroCentro furent en outre construites au sud de la place, ce tram étant depuis l'unique moyen de transport public permettant d'y accéder. Les autres véhicules peuvent accéder à l'ouest de la place et la longer par le nord.

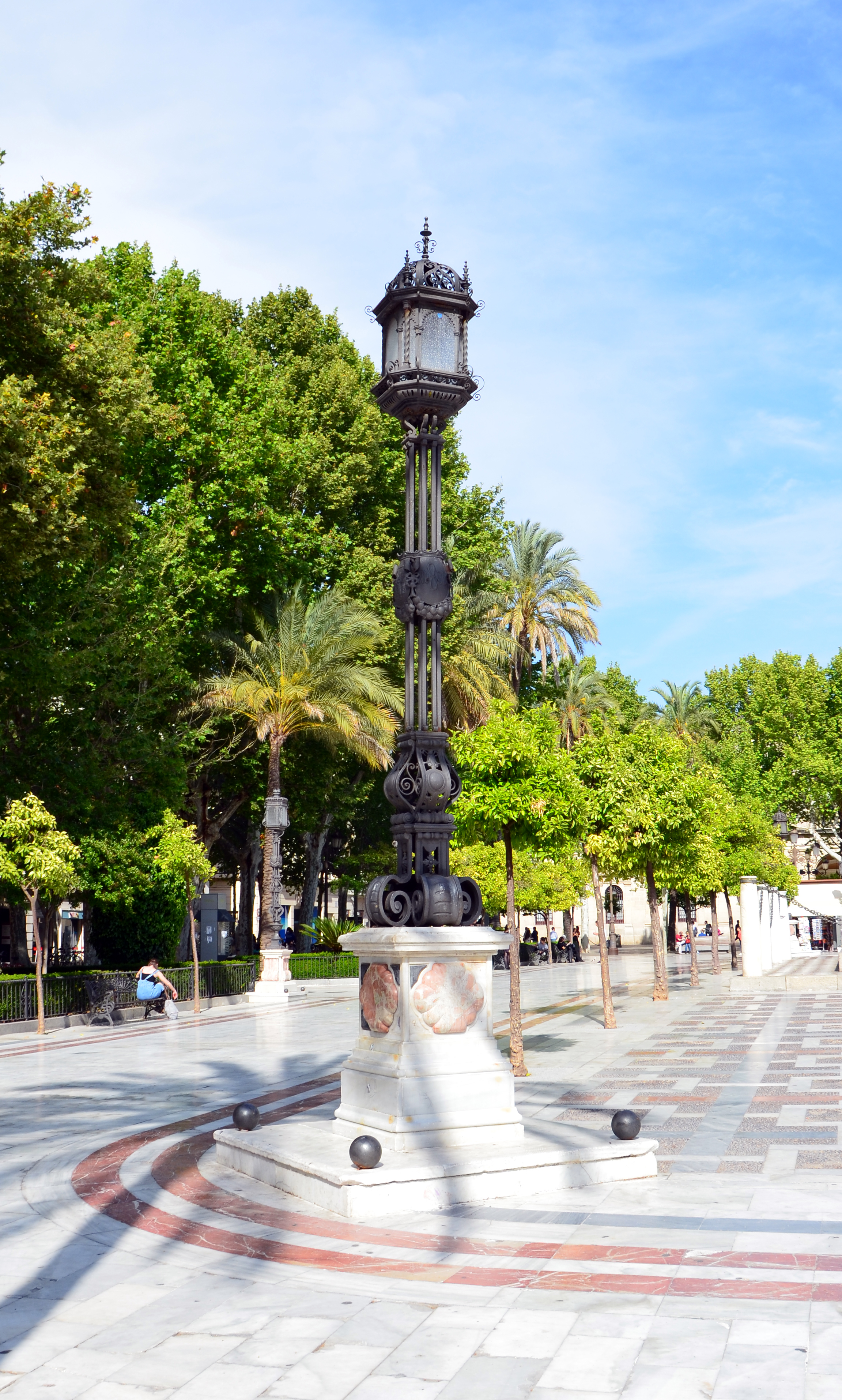
Un réverbère de la Plaza Nueva.
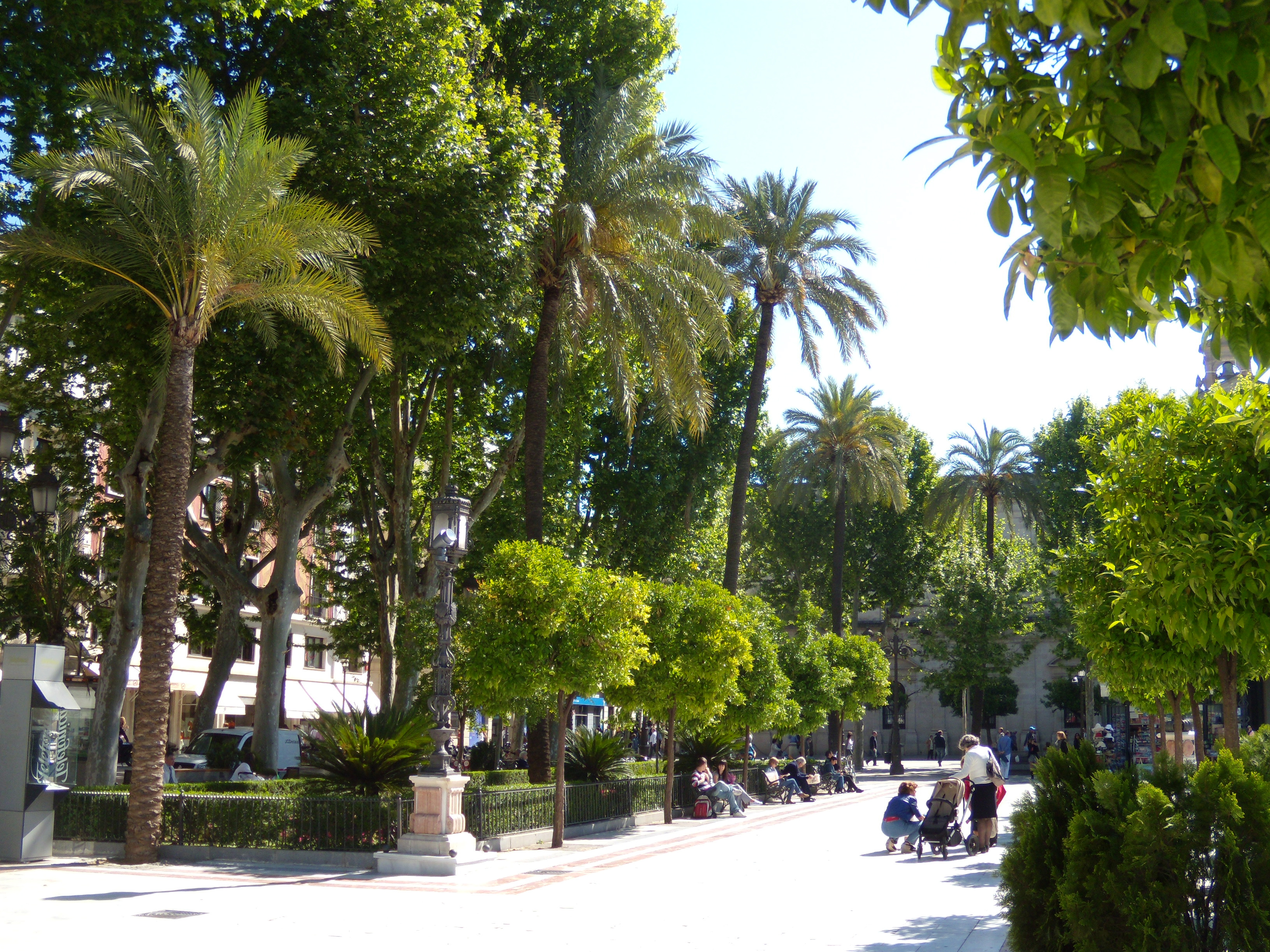
Le nord-est de la place.
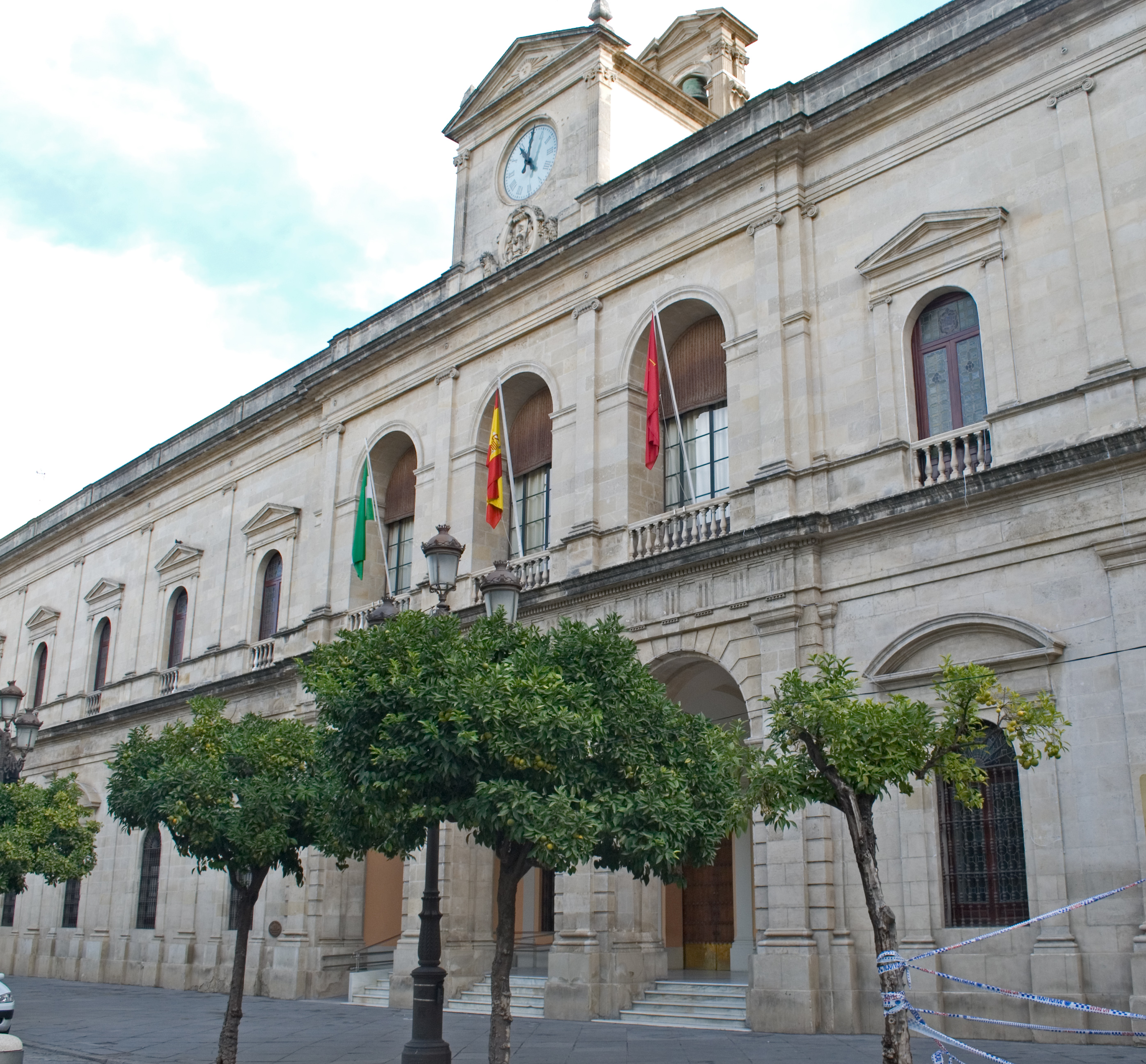
Façade principale de l'hôtel de ville de Séville depuis la plaza Nueva, de style néoclassique, datant de 1867.
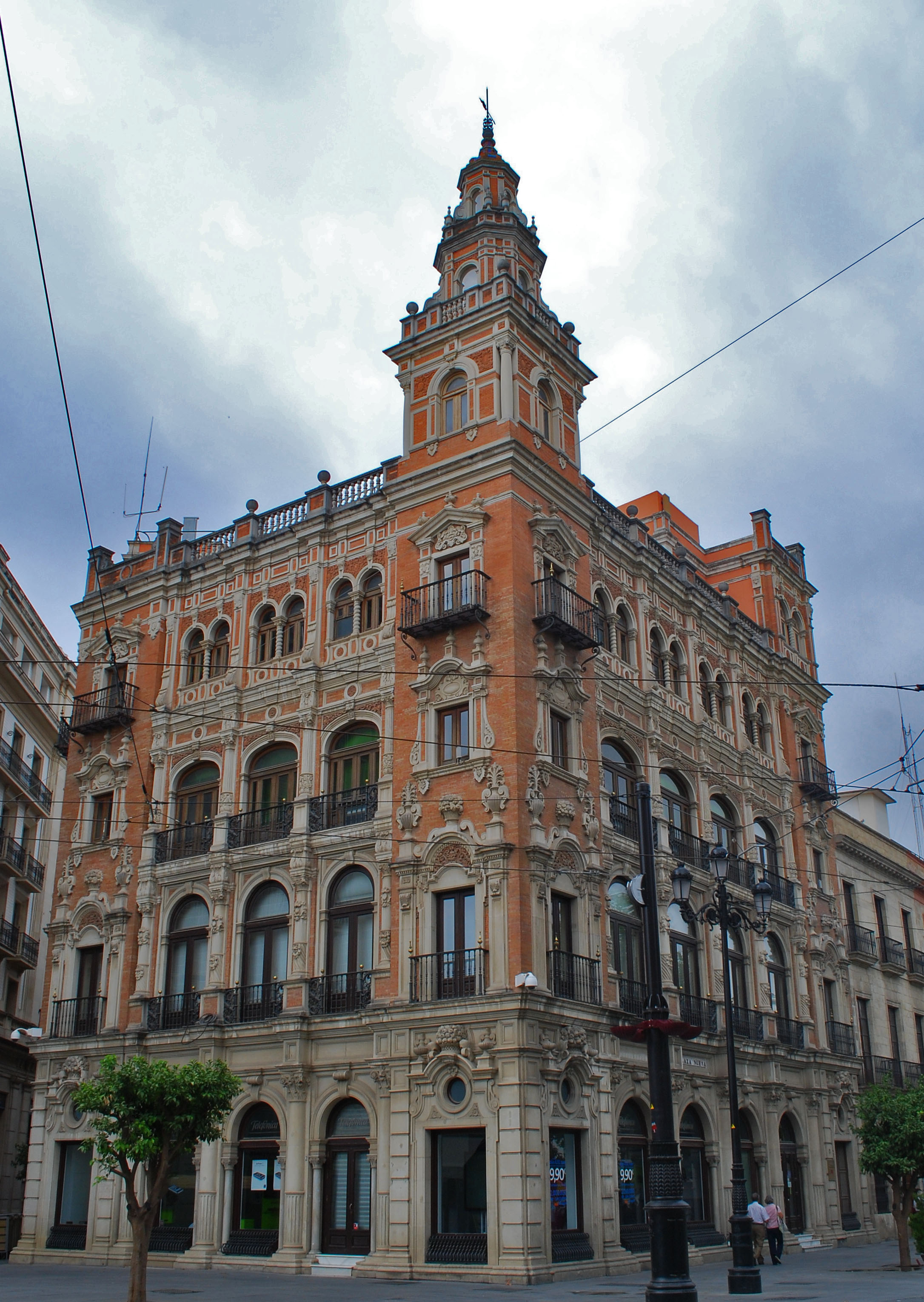
L'édifice de Telefónica situé à l'angle sud-est de la place, œuvre de l'architecte Juan Talavera y Heredia, construit entre 1926 et 1929.
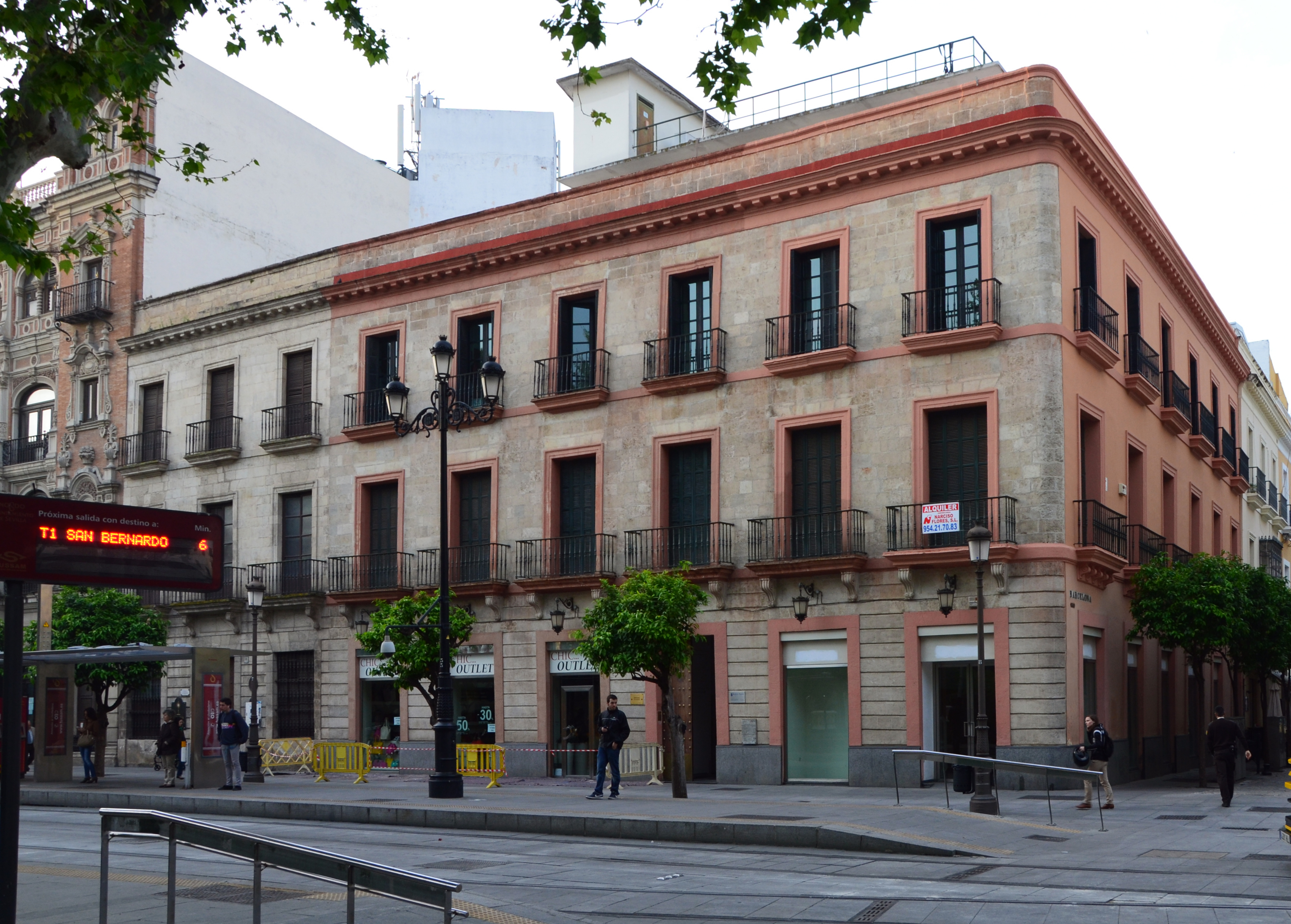
Le bâtiment situé entre l'édifice de Telefónica et la rue Barcelona.
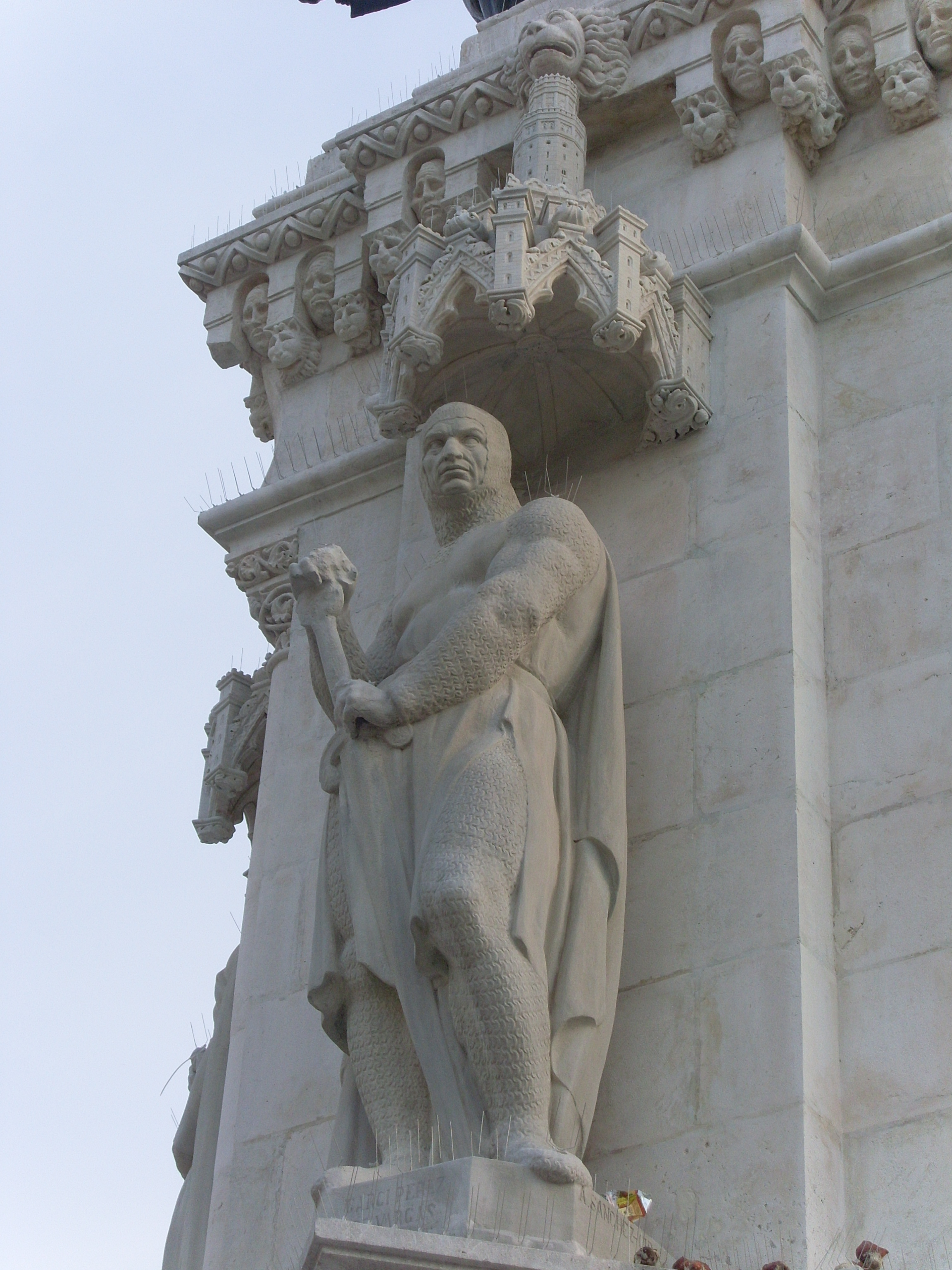
Statue de Garci Pérez de Vargas, chevalier du XIIIe siècle, dans le piédestal de la statue du roi Ferdinand III.
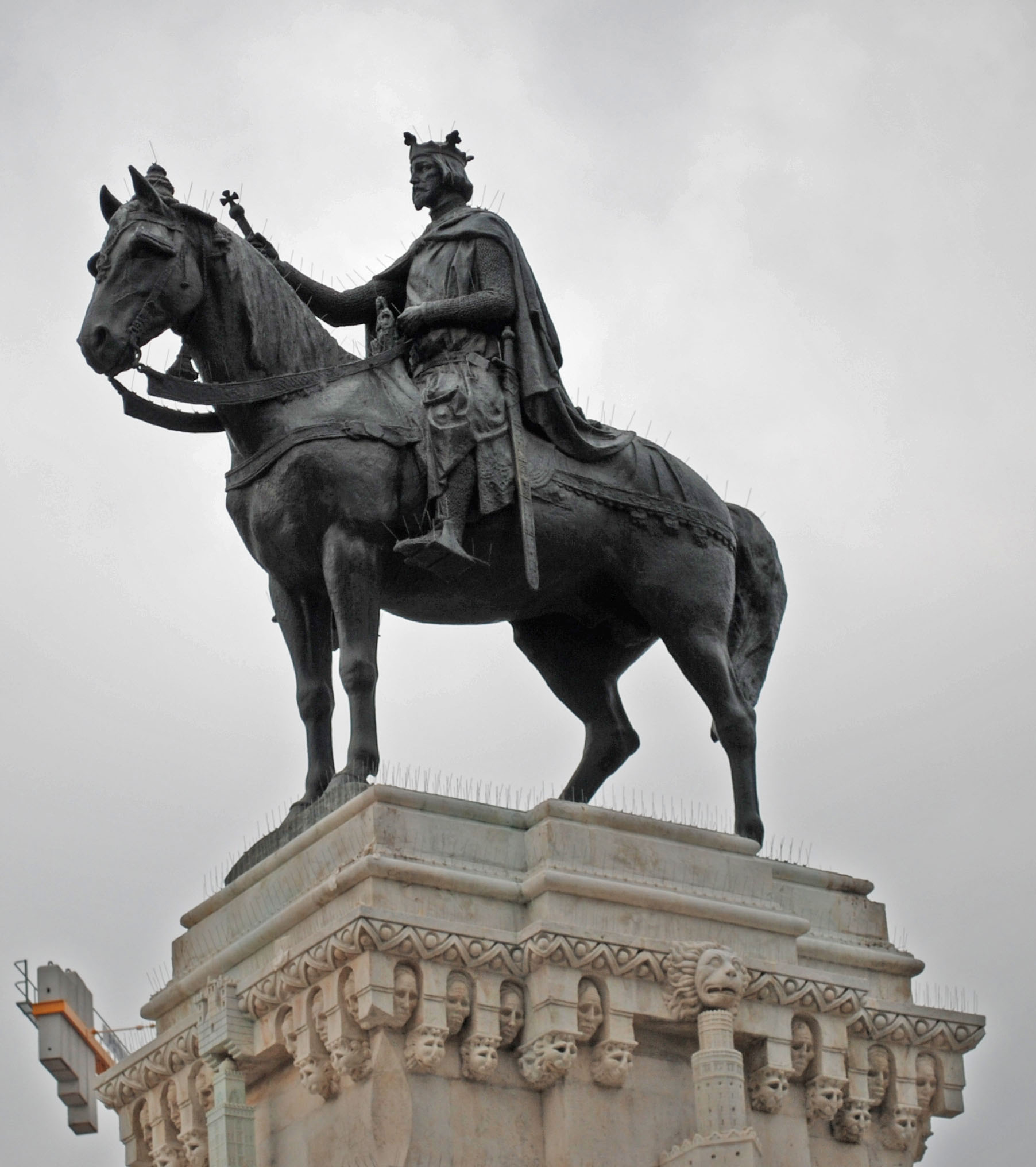
Détail du monument dédié au roi Ferdinand III de Castille, au centre de la place.
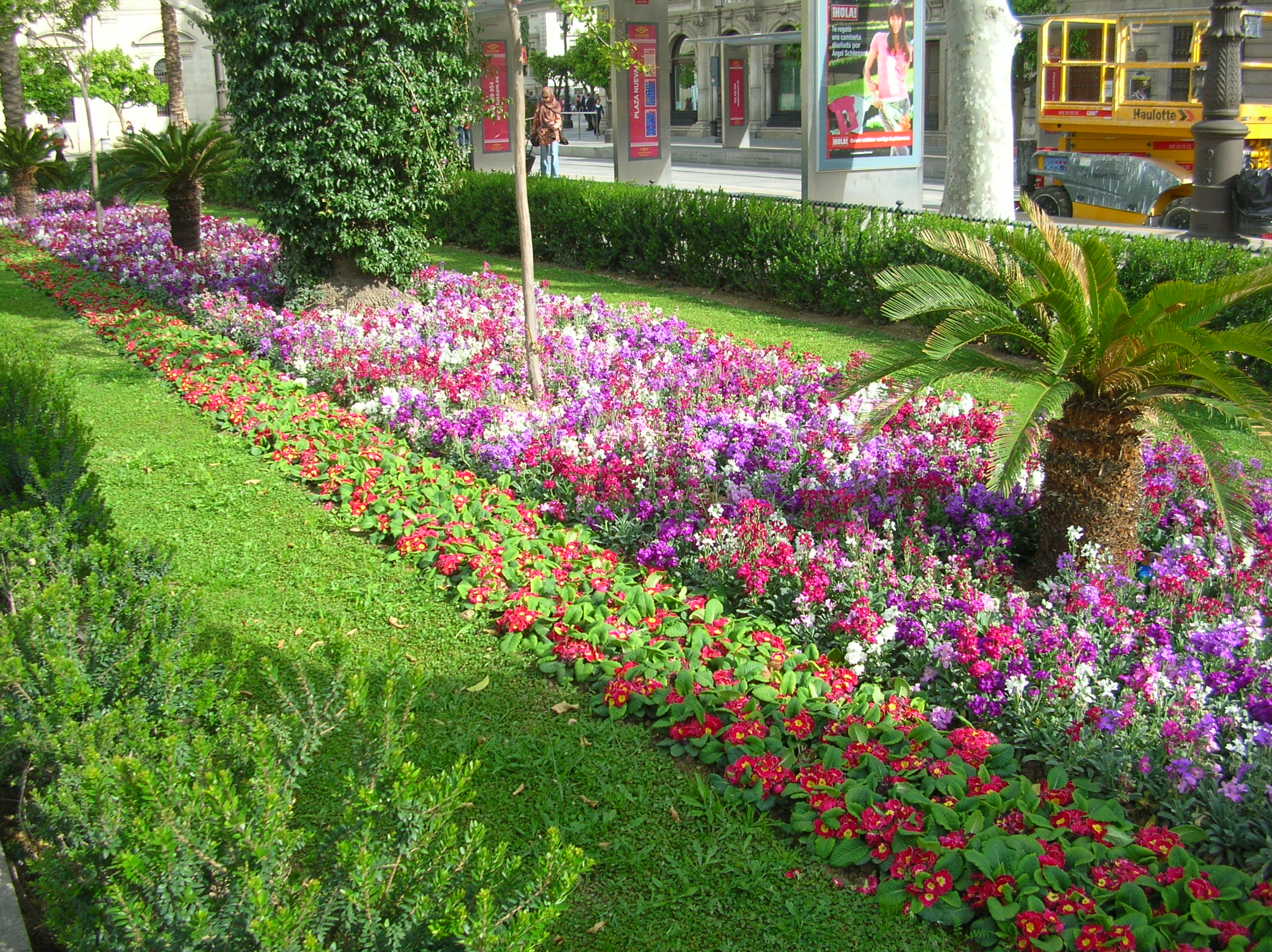
Plates-bandes sur la plaza Nueva.
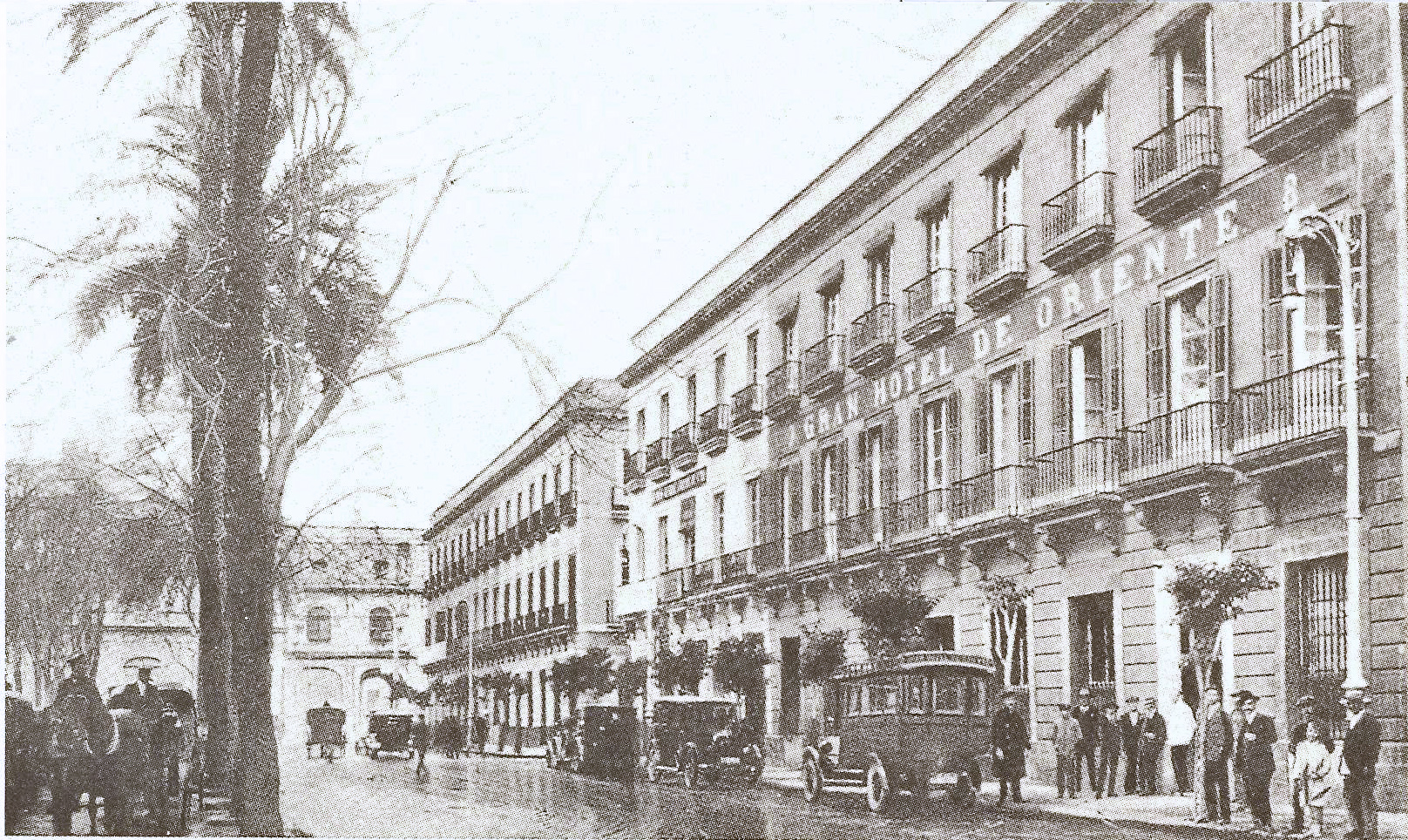
Le Grand Hôtel d'Orient, actuellement disparu, sur la plaza Nueva en 1915.

## Sources
- (es) « Plaza Nueva Sevilla »(Archive.org • Wikiwix • Archive.is • Google • Que faire ?), sur arqhys.com (consulté le 5 décembre 2013)
- (es) « Plazas de Sevilla »(Archive.org • Wikiwix • Archive.is • Google • Que faire ?), sur sevillaguia.com (consulté le 5 décembre 2013)

- (es) Cet article est partiellement ou en totalité issu de l’article de Wikipédia en espagnol intitulé « Plaza Nueva (Sevilla) » (voir la liste des auteurs).